# Mister Brasil 2013
Mister Brasil 2013 foi a 8.ª edição do tradicional concurso de beleza masculino denominado Mister Brasil, realizado anualmente com o objetivo de selecionar os melhores brasileiros para as principais disputas internacionais do mundo. O certame deste ano foi realizado no Portobello Resort e Safari, complexo hoteleiro de alto luxo localizado na cidade de Mangaratiba, litoral do estado do Rio de Janeiro.
O certame contou com a participação de 39 candidatos em busca do título que pertencia na ocasião, ao gaúcho Willian Rëch, sob a apresentação de Chris Barth e Francisco Budal, com a  participação musical de Karine Barros. Foi a primeira vez que o Mister Mundo assistiu e julgou a final do certame nacional,  o colombiano Francisco Escobar acompanhou de perto, junto com a CEO do Miss Mundo e Mister Mundo, Julia Morley e da  Miss Mundo daquele ano, a chinesa Wen Xia Yu, a final da competição. 

## Resultados

### Colocações
| Posição                                             | Candidato |
| --------------------------------------------------- | --- |
| Vencedor                                            | - Ilhas do Delta do Jacuí - Reinaldo Dalcin |
| 2º. Lugar                                           | - Santa Catarina - Diego Novicki |
| 3º. Lugar                                           | - Rio Grande do Sul - Jhonatan Marko |
| 4º. Lugar                                           | - Ilhas de Florianópolis - Hugo Sanges |
| 5º. Lugar                                           | - Tocantins - Douglas Schwengber |
| 6º. Lugar                                           | - Minas Gerais - Júnior Custódio |
| (TOP 16) Semifinalistas (Em ordem de classificação) | - São Paulo - Nelson Lara - Ilhabela - Diego Galante - Ilha de Porto Belo - Toni Faccio - Fernando de Noronha - Lucas Arantes - Mato Grosso - Tony Brito - Acre - Ricardo Marques - Atol das Rocas - Sidney Allan - Ilha dos Lobos - Bruno Vanin - Distrito Federal - Ricardo Fiorillo - Alagoas - Luiz Felipe Ribeiro |

     Anunciados apenas como "finalistas" durante a final.

### Premiações Especiais
O concurso distribuiu os seguintes prêmios este ano:
| Prêmio                | Candidato                                   |
| --------------------- | ------------------------------------------- |
| Mister Elegância      | - Maranhão - Felipe Ninja                   |
| Mister Fotogenia      | - Minas Gerais - Junior Custódio            |
| Mister Personalidade  | - Ilhas do Delta do Jacuí - Reinaldo Dalcin |
| Mister Cordialidade 1 | - Rio Grande do Sul - Jhonatan Marko        |
| Pele Mais Bonita 2    | - Atol das Rocas - Sidney Allan             |
| Sorriso Mais Bonito 3 | - Atol das Rocas - Sidney Allan             |

1. O mister cordialidade foi eleito pelos funcionários do Resort.
2. O mister com a pele mais bem cuidada foi eleito pelo cirurgião plástico Fabrício Bervian.
3. O mister com o sorriso mais belo foi eleito pelo cirurgião dentista Manuel Barrios.

### Mister Popularidade UOL
O mais popular pelo voto do público integrou o Top 16:
| Prêmio              | Candidato                                   |
| ------------------- | ------------------------------------------- |
| Mister Popularidade | - Distrito Federal - Ricardo Fiorillo (23%) |

### Ordem dos Anúncios
| 1. Distrito Federal 2. Fernando de Noronha 3. Ilhabela 4. São Paulo 5. Atol das Rocas 6. Ilhas de Florianópolis 7. Rio Grande do Sul 8. Mato Grosso 9. Tocantins 10. Minas Gerais 11. Ilha de Porto Belo 12. Santa Catarina 13. Ilha dos Lobos 14. Acre 15. Ilhas do Delta do Jacuí 16. Alagoas | 1. Tocantins 2. Ilhas de Florianópolis 3. Santa Catarina 4. Rio Grande do Sul 5. Ilhas do Delta do Jacuí 6. Minas Gerais |  |  |

## Títulos Regionais
Os mais bem colocados por região do País:
| Posição      | Candidato                                   |
| ------------ | ------------------------------------------- |
| Centro Oeste | - Mato Grosso - Tony Brito                  |
| Ilhas        | - Ilhas do Delta do Jacuí - Reinaldo Dalcin |
| Norte        | - Tocantins - Douglas Schwengber            |
| Nordeste     | - Alagoas - Luiz Felipe Barbosa             |
| Sudeste      | - Minas Gerais - Júnior Custódio            |
| Sul          | - Santa Catarina - Diego Novicki            |

## Jurados

### Final
Ajudaram a eleger o campeão:
| 1. Fabrício Bervian, cirurgião plástico; 2. Francisco Escobar, Mister Mundo 2012; 3. Mariana Notarângelo, Miss Mundo Brasil 2012; 4. Daniel Pompeu, diretor do Portobello Resort e Safari; 5. Chris Kuntz, diretor de licenças do MMB; 6. Eliézer Ambrósio, modelo e Ex-BBB; 7. Márcia Veríssimo, socialite; | 1. Manuel Barrios, cirurgião dentista; 2. Lucas Gil, modelo e Mister Brasil 2007; 3. Cláudia Romano, diretora da Faculdade Estácio; 4. Alberto Dubal, correspondente do site Global Beauties. 5. Jonas Sulzbach, Mister Brasil 2010 e Ex-BBB; 6. Bruno Chateaubriand, apresentador; 7. Wen Xia Yu, Miss Mundo 2012; |

## Pontos Finais
Após a escolha dos dezesseis primeiros colocados de acordo com a somatória de todas as etapas "quase classificatórias" e das notas atribuídas pelos jurados preliminares, a pontuação de cada candidato foi zerada. Os catorze (14) integrantes do juri da final televisiva decidiriam quem foi vencedor do concurso. Foi pedido primeiramente que cada jurado votasse em seis de seus candidatos favoritos. Após a escolha dos seis finalistas, foi pedido que cada julgador votasse apenas uma vez no vencedor que ele gostaria de eleger. O quadro geral final ficou assim: 
| Ranking | Estado ou Ilha          | Votos |
| ------- | ----------------------- | ----- |
| 01º.    | Ilhas do Delta do Jacuí | 11    |
| 02º.    | Santa Catarina          | 11    |
| 03º.    | Tocantins               | 10    |
| 04º.    | Ilhas de Florianópolis  | 9     |
| 05º.    | Rio Grande do Sul       | 8     |
| 06º.    | Minas Gerais            | 6     |
| 07º.    | São Paulo               | 5     |
| 08º.    | Ilhabela                | 4     |
| 09º.    | Ilha de Porto Belo      | 4     |
| 10º.    | Acre                    | 3     |
| 11º.    | Fernando de Noronha     | 3     |
| 12º.    | Mato Grosso             | 3     |
| 13º.    | Atol das Rocas          | 2     |
| 14º.    | Distrito Federal        | 2     |
| 15º.    | Ilha dos Lobos          | 2     |
| 16º.    | Alagoas                 | 1     |

| Ranking | Estado ou Ilha          | Votos |
| ------- | ----------------------- | ----- |
| 01º.    | Ilhas do Delta do Jacuí | 5 1   |
| 02º.    | Santa Catarina          | 5 1   |
| 03º.    | Rio Grande do Sul       | 3     |
| 04º.    | Ilhas de Florianópolis  | 1     |
| 05º.    | Tocantins               | 0 1   |
| 06º.    | Minas Gerais            | 0 1   |

## Pontos Preliminares
O ranking abaixo definiu os quinze semifinalistas do evento. 
| Posição | Estado ou Ilha          | Entrevista | Esportes | Talento | Multimídia | Beach Hunk | Top Model | Beleza com Propósito | Total |
| ------- | ----------------------- | ---------- | -------- | ------- | ---------- | ---------- | --------- | -------------------- | ----- |
| 01º     | Ilhas do Delta do Jacuí | 179.0      |          |         |            | 10         |           | 6                    | 195.0 |
| 02º     | Tocantins               | 160.7      | 5        |         |            | 4          | 10        |                      | 179.7 |
| 03º     | Rio Grande do Sul       | 158.6      | 2        | 1       |            |            | 2         | 2                    | 165.6 |
| 04º     | Santa Catarina          | 139.8      | 4        | 5       |            |            |           | 2                    | 150.8 |
| 05º     | Atol das Rocas          | 128.4      |          | 2       |            | 6          | 1         | 10                   | 147.7 |
| 06º     | Minas Gerais            | 143.4      |          |         |            | 1          |           |                      | 144.4 |
| 07º     | Ilha dos Lobos          | 137.7      |          |         | 5          |            |           | 1                    | 143.7 |
| 08º     | São Paulo               | 139.9      |          |         |            |            |           | 4                    | 143.9 |
| 09º     | Fernando de Noronha     | 135.9      |          |         |            | 1          | 6         |                      | 142.9 |
| 10º     | Mato Grosso             | 132.2      | 3        | 1       |            | 2          | 4         |                      | 142.2 |
| 11º     | Ilhabela                | 133.1      |          |         | 4          | 1          | 1         | 2                    | 141.1 |
| 12º     | Ilhas de Florianópolis  | 130.3      |          | 1       |            | 2          | 1         | 2                    | 136.3 |
| 13º     | Alagoas                 | 131.4      |          | 1       |            |            |           | 2                    | 134.4 |
| 14º     | Acre                    | 112.4      | 1        |         | 3          |            |           | 15                   | 131.4 |
| 15º     | Ilha de Porto Belo      | 127.8      |          |         |            |            | 1         | 1                    | 129.8 |
| 16º     | Ilha do Mel             | 127.5      |          |         |            |            |           |                      | 127.5 |
| 17º     | Paraná                  | 119.0      | 2        |         |            |            | 2         | 2                    | 125.0 |
| 18º     | Mato Grosso do Sul      | 122.6      | 1        |         |            |            |           | 1                    | 124.6 |
| 19º     | Ilha dos Marinheiros    | 120.3      |          | 2       |            |            |           | 2                    | 124.3 |
| 20º     | Piauí                   | 120.0      |          |         |            |            | 1         | 1                    | 122.0 |
| 21º     | Maranhão                | 111.6      |          | 3       |            |            |           | 2                    | 116.6 |
| 22º     | Rondônia                | 115.4      |          |         |            |            |           | 1                    | 116.4 |
| 23º     | Pernambuco              | 116.3      |          |         |            |            |           |                      | 116.3 |
| 24º     | Rio de Janeiro          | 113.9      |          |         |            |            | 1         |                      | 114.9 |
| 25º     | Alcatrazes              | 107.0      |          |         |            | 1          |           | 4                    | 112.0 |
| 26º     | Espírito Santo          | 110.9      |          |         |            |            |           | 1                    | 111.9 |
| 27º     | Paraíba                 | 110.6      |          |         |            |            |           | 1                    | 111.6 |
| 28º     | Ceará                   | 103.2      |          |         | 1          |            |           | 1                    | 105.2 |
| 29º     | Goiás                   | 102.8      | 1        |         |            |            |           | 1                    | 104.8 |
| 30º     | Roraima                 | 101.0      | 1        |         |            |            |           | 1                    | 103.0 |
| 31º     | Bahia                   | 102.5      |          |         |            |            |           |                      | 102.5 |
| 32º     | Distrito Federal 1      | 99.4       |          |         |            | 1          |           | 1                    | 101.4 |
| 33º     | Itamaracá               | 100.6      |          |         |            |            |           |                      | 100.6 |
| 34º     | Amazonas                | 97.8       |          | 1       |            |            |           | 2                    | 100.8 |
| 35º     | Amapá                   | 96.7       | 1        |         |            |            |           | 2                    | 99.7  |
| 36º     | Sergipe                 | 94.5       |          |         |            |            |           | 1                    | 95.5  |
| 37º     | Rio Grande do Norte     | 93.2       |          |         |            |            |           |                      | 93.2  |
| 38º     | Pará                    | 64.2       |          |         |            |            |           | 1                    | 65.2  |
| 39º     | Ilhas do Araguaia       | 60.9       | 1        |         |            |            |           |                      | 61.9  |

### Observação
1. O Mister Distrito Federal entrou no Top 16 pelo voto popular.

## Etapas Quase Classificatórias
Após a chegada dos misters ao local do concurso, ocorriam várias etapas classificatórias, porém, houve mudanças no formato da competição a partir de 2013. As etapas de talento e beleza com propósito são avaliadas pela organização antes da chegada dos candidatos e são distribuídas notas. Assim ocorrem com as outras etapas, só que ao vivo. Os vencedores e demais finalistas ganham pontos que ajudam os mesmos a serem selecionados para compor o grupo de dezesseis semifinalistas da noite final. Assim que forem escolhidos, as pontuações são zeradas. Abaixo estão as etapas, inclusive uma nova: 

### Mister Esportes
| Colocação               | Pontos | Candidato |
| ----------------------- | ------ | --- |
| 1                       | 5      | Tocantins - Douglas Schwengber |
| 2                       | 4      | Santa Catarina - Diego Novicki |
| 3                       | 3      | Mato Grosso - Tony Brito |
| Finalistas              | 2      | Paraná - Adriano Ghisi Rio Grande do Sul - Jhonatan Marko |
| (TOP 13) Semifinalistas | 1      | Acre - Ricardo Marques Amapá - Rodrigo Medeiros Amazonas - Liniker Guimarães Goiás - Gustavo Mendonça Mato Grosso do Sul - Lázaro Ienczak Pará - Adenir da Costa Neto Rondônia - Rafael Varela Roraima - Roberto Sales |

### Mister Talento
| Colocação               | Pontos | Candidato |
| ----------------------- | ------ | --- |
| 1                       | 5      | Santa Catarina - Diego Novicki |
| 2                       | 4      | Ilhabela - Diego Galante |
| 3                       | 3      | Maranhão - Felipe Ninja |
| Finalistas              | 2      | Atol das Rocas - Sidney Allan Ilha dos Marinheiros - Jerônimo Urrutia                                                                                               |
| (TOP 10) Semifinalistas | 1      | Alagoas - Luiz Felipe Barbosa Amazonas - Liniker Guimarães Júnior Ilhas de Florianópolis - Hugo Sanges Mato Grosso - Tony Britto Rio Grande do Sul - Jhonatan Marko |

### Mister Multimídia
| Colocação | Pontos | Candidato                    |
| --------- | ------ | ---------------------------- |
| 1         | 5      | Ilha dos Lobos - Bruno Vanin |
| 2         | 3      | Acre - Ricardo Marques       |
| 3         | 1      | Ceará - Bruno Leka           |

### Beach Hunk
| Colocação               | Pontos | Candidato |
| ----------------------- | ------ | --- |
| 1                       | 10     | Ilhas do Delta do Jacuí - Reinaldo Dalcin |
| 2                       | 6      | Atol das Rocas - Sidney Allen |
| 3                       | 4      | Tocantins - Douglas Schwengber |
| Finalistas              | 2      | Ilhas de Florianópolis - Hugo Galuppo Mato Grosso - Tony Brito                                                                                                 |
| (TOP 10) Semifinalistas | 1      | Alcatrazes - Ricardo Alexandre Distrito Federal - Ricardo Fiorillo Fernando de Noronha - Lucas Arantes Ilhabela - Diego Galante Minas Gerais - Júnior Custódio |

### Mister Top Model
| Colocação               | Pts | Candidato |
| ----------------------- | --- | --- |
| 1                       | 10  | Tocantins - Douglas Schwengber |
| 2                       | 6   | Fernando de Noronha - Lucas Arantes |
| 3                       | 4   | Mato Grosso - Tony Brito |
| Finalistas              | 2   | Ilhas de Florianópolis - Hugo Galuppo Paraná - Adriano Ghisi                                                                                      |
| (TOP 10) Semifinalistas | 1   | Atol das Rocas - Sidney Allen Ilhabela - Diego Galante Ilha de Porto Belo - Toni Faccio Piauí - Davi Rodrigues Rio Grande do Sul - Jhonatan Marko |

### Beleza com Propósito
| Colocação               | Pontos | Candidato |
| ----------------------- | ------ | --- |
| 1                       | 15     | Acre - Ricardo Marques |
| 2                       | 10     | Atol das Rocas - Sidney Allen |
| 3                       | 6      | Ilhas do Delta do Jacuí - Reinaldo Dalcin |
| Finalistas              | 4      | Alcatrazes - Ricardo Alexandre São Paulo - Nelson Lara |
| (TOP 15) Semifinalistas | 2      | Alagoas - Luiz Felipe Barbosa Amapá - Rodrigo Costa Medeiros Amazonas - Liniker Guimarães Ilhabela - Diego Galante Ilhas de Florianópolis - Hugo Galuppo Ilha dos Marinheiros - Jerônimo Urrutia Maranhão - Felipe Andrade Paraná - Adriano Ghisi Rio Grande do Sul - Jhonatan Marko Santa Catarina - Diego Novicki                                          |
| (TOP 28) Semifinalistas | 1      | Ceará - Bruno Leka Distrito Federal - Ricardo Fiorillo Espírito Santo - Nilmar Faber Goiás - Gustavo Mendonça Ilha de Porto Belo - Toni Faccio Ilha dos Lobos - Bruno Vanin Mato Grosso do Sul - Lázaro Ienczak Pará - Adenir Neto Paraíba - Victor Faccirolli Piauí - Davi Rodrigues Rondônia - Rafael Varela Roraima - Roberto Sales Sergipe - Igor Bomfim |

## Candidatos
Disputaram o título este ano: 
| - Acre - Ricardo Marques - Alagoas - Felipe Barbosa - Alcatrazes - Ricardo Alexandre - Amapá - Rodrigo Medeiros - Amazonas - Liniker Guimarães - Atol das Rocas - Sidney Allan - Bahia - Danilo Brito - Ceará - Bruno Leka - Distrito Federal - Ricardo Fiorillo - Espírito Santo - Nilmar Faber - Fernando de Noronha - Lucas Arantes - Goiás - Gustavo Mendonça - Ilha de Porto Belo - Toni Faccio | - Ilha do Mel - Pedro Piantoni - Ilha dos Lobos - Bruno Vanin - Ilha dos Marinheiros - Jerônimo Urrutia - Ilhabela - Diego Galante - Ilhas de Florianópolis - Hugo Sanges - Ilhas do Araguaia - Caio Motta - Ilhas do Delta do Jacuí - Reinaldo Dalcin - Itamaracá - Emerson Feitoza - Maranhão - Felipe Andrade - Mato Grosso - Tony Brito - Mato Grosso do Sul - Lázaro Ienczak - Minas Gerais - Júnior Custódio - Pará - Adenir Neto | - Paraíba - Victor Faccirolli - Paraná - Adriano Ghisi - Pernambuco - Gabriel Freire - Piauí - Davi Rodrigues - Rio de Janeiro - Guilherme Bravin - Rio Grande do Norte - Ramon Fernandes - Rio Grande do Sul - Jhonatan Marko - Rondônia - Rafael Varela - Roraima - Roberto Sales - Santa Catarina - Diego Novicki - São Paulo - Nelson Lara - Sergipe - Igor Bomfim - Tocantins - Douglas Schwengber |

## Designações
Escalados para concursos internacionais:
- Reinaldo Dalcin (1º. Lugar) representou o Brasil no Mister Mundo 2014, realizado na Inglaterra.
- Jhonatan Marko (3º. Lugar) representou o Brasil no Mister Internacional 2013, realizado na Indonésia e ficou em 3º. Lugar.
- Hugo Sanges (4º. Lugar) representou Fernando de Noronha no Mister Model International 2013, realizado na R. Dominicana e ficou em 2º. Lugar.
- Douglas Schwengber (5º. Lugar) representou o Brasil no Best Model of the World 2013, realizado na Bulgária e ficou em 2º. Lugar.

## Ligações Externas
- Site do Mister Mundo (em inglês)
- Site do Concurso Nacional de Beleza